# Bundesautobahn 480
Die Bundesautobahn 480 (Abkürzung: BAB 480) – Kurzform: Autobahn 480 (Abkürzung: A 480) – ist eine Autobahn zwischen Wetzlar und Reiskirchen in Mittelhessen. Aufgrund des ausgebliebenen Baus eines großen Autobahn-Teilstückes der A 4, gehört ein Teil der A 480 außerdem zur Europastraße 40, wobei die E 40 ab dem Kreuz Olpe-Süd von der A 4 auf die A 45 führt und dann über die B 49, die B 429, die A 480 (als Teil des Gießener Rings nördlich um Gießen herum), die A 5 und die A 7 verläuft und erst wieder ab dem Kirchheimer Dreieck auf die Fortsetzung der A 4 (bis nach Görlitz) trifft und weiter nach Osten führt.

## Verlauf
Die A 480 führt in zwei Teilabschnitten von der B 277 vom Wetzlarer Dillfeld, Anschlussstelle Aßlar bis zum Wetzlarer Stadtteil Blasbach und von Wettenberg bis zum Reiskirchener Dreieck. Der Abschnitt Aßlar–Blasbach fungiert primär als Zubringer zum Wetzlarer Kreuz (A 45).
Zwischen der Anschlussstelle Wettenberg (B 429) und dem Gießener Nordkreuz (A 485) ist sie Bestandteil des Gießener Rings.

## Geschichte und Bauzustand
1971 wurde das Wetzlarer Kreuz dem Verkehr übergeben und an die B 277 angebunden, welche damals direkt von Aßlar nach Hermannstein führte. 1974 folgte der Weiterbau bis zur damaligen B 277a (heute B 277). Von 1975 bis 1981 wurden die Teilabschnitte zwischen Wettenberg und dem Reiskirchener Dreieck fertiggestellt.
Sämtliche Abschnitte der Autobahn sind vierspurig mit Standstreifen ausgeführt. Ähnlich wie die A 45 südlich des Gambacher Kreuzes weist die A 480 zwischen Wetzlarer Kreuz und Aßlar einen Querschnitt mit überbreitem Mittelstreifen als Vorleistung für einen späteren Ausbau auf sechs Fahrstreifen auf, da die Planungen der A 48 ein hohes Verkehrsaufkommen vorsahen.
Das Wetzlarer Kreuz ist das einzige Autobahnkreuz in Deutschland, das vollständig in der Malteserform ausgebaut wurde.

## Ehemalige Planung
Die A 480 war ehemals ein Teilabschnitt der aufgegebenen Planung der A 48. Diese Verkehrsbeziehung verläuft heute über die dafür ausgebaute Bundesstraße 49.
Der Bau des 11 km langen Verbindungsstücks zwischen dem Wetzlarer Kreuz bei Blasbach und der Anschlussstelle Wettenberg war viele Jahre weiterhin geplant und sollte den Verkehr des fehlenden Teilstücks der A 4 zwischen dem Kreuz Olpe und dem Hattenbacher Dreieck aufnehmen. Diese Planung wurde im Bundesverkehrswegeplan 2003 als Weiterer Bedarf mit festgestelltem hohen ökologischen Risiko eingestuft und im darauffolgenden Bundesverkehrswegeplan 2030 ersatzlos gestrichen. Diese Verkehrsbeziehung verläuft nun ab der Anschlussstelle Wetzlar-Ost auf der B 49 und führt über die B 429 zur Anschlussstelle Wettenberg.

## Ausbauplanung 2019
Im Rahmen des notwendigen Abrisses der Hochstraße der B49 in Wetzlar ist derzeit eine mögliche Planungsvariante, die A480 über die Autobahnausfahrt Aßlar hinaus um ca. 2,5 Kilometer südwestlich bis zum jetzigen Trassenverlauf der B49 zwischen Dalheim und Oberbiel zu verlängern, sollte die B49 nicht mehr wie bisher über eine Hochstraße durch die Wetzlarer Innenstadt geführt werden. Diese Variante wird auch von der Kommunalpolitik gewünscht.